# Ѿ
Ѿ, ѿは、初期キリル文字の一つで、現在は使用されていない。ѠとТとを水平に記述した合字が起源である。
古代教会スラヴ語や、古代東スラヴ語において、しばしば отъ（from）と綴られていた。

## 呼称
- ロシア語：от (オㇳ)

## 音素
отъ と等価。

## 諸事項
- 古代教会スラヴ語の отъ は「…から」という意味の前置詞である。ロシア語のотに相当する。
- この文字に関する正式な名前、発音などは、現時点では判明していない。
- フォントによっては、小文字は W のようになることがある。

## 符号位置
| 大文字 | Unicode | JIS X 0213 | 文字参照        | 小文字 | Unicode | JIS X 0213 | 文字参照        | 備考 |
| ------ | ------- | ---------- | --------------- | ------ | ------- | ---------- | --------------- | ---- |
| Ѿ      | U+047E  | ‐          | &#x47E; &#1150; | ѿ      | U+047F  | ‐          | &#x47F; &#1151; |      |